# Estadio Arturo Cumplido Sierra
El Estadio Arturo Cumplido Sierra es un estadio de fútbol, localizado en Sincelejo, capital del departamento de Sucre en la Región Caribe Colombiana.  El nombre del escenario deportivo es en honor a Arturo Cumplido Sierra, un destacado e histórico ganadero de las corralejas en el departamento.
En 2024 el escenario fue sede de Águilas Doradas, decisión que fue aprobada por la Dimayor para el torneo del segundo semestre de ese año.
El escenario deportivo albergó por primera vez fútbol profesional en el año 2003, cuando allí fue local el Real Sincelejo. En el año 2005 y primer semestre de 2006, fue la casa del Expreso Rojoen la categoría Primera B y del Real Cartagena en el Torneo Apertura 2006 en la categoría Primera A. Luego de la salida del Expreso Rojo de Sincelejo pasaron tres años sin que un equipo tuviera la ciudad como sede.
En 2009 el Atlético de la Sabana (antiguo Córdoba F. C.) comenzó a jugar allí sus partidos como local dentro del campeonato de la Primera B, clasificando a la final del Torneo Finalización de ese año al ganar nueve partidos consecutivos en este escenario.
En 2012 fue la sede del equipo Sucre F. C. en el campeonato de la Primera B. 
Se le hicieron adecuaciones al estadio en las luminarias, e instalación de más tribunas en el mes de julio; hay un plan de remodelación para albergar los juegos nacionales en 2027.